# Mary Astell
Mary Astell (Newcastle, 12 november 1666 - 11 mei 1731) was een Engelse schrijfster. Ze pleitte voor gelijke onderwijskansen voor mannen en vrouwen en staat daarom bekend als eerste Engelse feministe.

## Levensloop
Mary Astell is geboren in Newcastle upon Tyne op 12 november 1666, dochter van Peter en Mary Astell. Haar vader was een conservatieve Anglicaan en de baas van een lokaal kolenbedrijf. Haar familie was vrij welgesteld. Omdat ze een vrouw was, genoot Astell geen formele opleiding, maar ze genoot een informele opleiding van haar oom, een Neoplatonist met een achtergrond in een Cambridgiaanse school van rationalistisch denken. In de jaren na zijn dood, toen Astell dertien was, zette ze haar opleiding in filosfie en politiek zelf voort. Toen ze twaalf jaar oud was, overleed haar vader, waardoor de financiële situatie van het gezin verslechterde. Hun resterende geld werd geïnvesteerd in de studie van haar broer. Astell en haar moeder gingen bij haar tante wonen.
Nadat deze twee vrouwen waren overleden, verhuisde Astell naar Londen. Ze verbleef in Chelsea waar ze in gezelschap verkeerde van een groep literatuurliefhebbers en invloedrijke vrouwen, zoals Lady Mary Chudleigh, Elizabeth Thomas, Judith Drake, Elizabeth Elstob en Lady Mary Wortley Montagu. Zij hielpen haar met het ontwikkelen en uitbrengen van haar werk. Bovendien had ze contact met aartsbisschop William Sancroft, die bekendstond om zijn liefdadigheidswerk. Hij ondersteunde haar financieel en stelde haar voor aan haar toekomstige uitgever.
Astell wordt herinnerd als een vrouw die vrij kon discussiëren met vrouwen én mannen. Om te onderhandelen over de positie van de vrouw in de maatschappij, baseerde ze haar argumenten niet op historische feiten, maar deed ze mee aan filosofische debatten. Descartes was een grote inspiratiebron voor haar discussies, voornamelijk zijn theorie over het dualisme. Astell besefte hierdoor dat vrouwen net zo goed als mannen gezegend waren met rede en daarom niet als minder behandeld moesten worden. Een van haar bekendste uitspraken: “If al Men are born Free, why are all Women born Slaves?” (Als alle mannen vrij geboren zijn, waarom zijn vrouwen dan als slaven geboren?).

## Boeken
Astell schreef onder meer de boeken A Serious Proposal to the Ladies, for the Advancement of Their True and Greatest Interest (1694) en A Serious Proposal, Part II (1697). Deze verwoorden haar plan om een instituut voor vrouwen op te richten om ze religieus en wereldlijk (niet religieus/werelds) op te leiden. Ze wilde dat vrouwen meer konden worden dan moeder of non. Ze pleit er in haar teksten voor dat vrouwen net zo veel kans hebben om eeuwig in de hemel bij God te komen als mannen. Het was hiervoor van belang dat vrouwen opgeleid werden en dat ze hun ervaringen konden begrijpen. Haar manier van onderwijs zou vrouwen een beschermde leefomgeving bieden, zonder te veel invloeden van de maatschappij.
Haar voorstel werd nooit aangenomen, omdat critici zeiden dat het te ‘katholiek’ zou zijn voor de Engelsen. Later werd er gespot met haar ideeën door schrijver Jonathan Swift. Desondanks bleef ze een intellectuele kracht in Londen.
In het begin van 1690 begon Astell te corresponderen met John Norris uit Bemerton, nadat ze zijn 'Practical Discourses, upon several Divine subjects' gelezen had. In Astells brieven kwamen haar gedachten over God en theologie sterk naar voren. Norris vond ze mooi en goed genoeg om te publiceren. Met haar goedkeuring liet hij ze publiceren als Letters Concerning the Love of God (1695). Haar naam verscheen niet in het boek, maar haar bijdrage aan het boek werd al snel ontdekt door haar bekende retorische stijl, die erg geprezen werd door haar tijdgenoten.

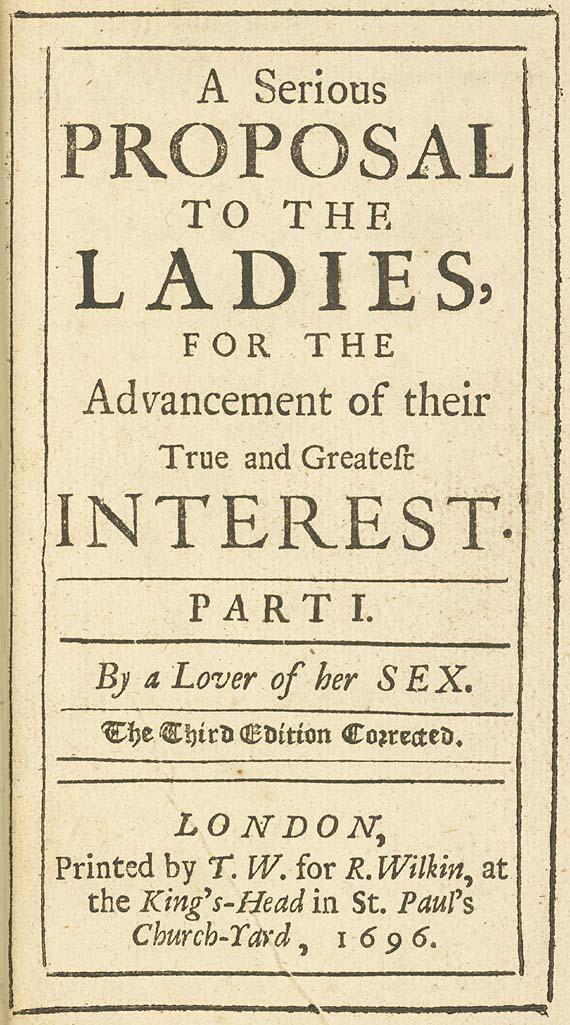
Titelblad van de derde druk van A Serious Proposal

## A Serious Proposal to the Ladies
Een van de belangrijkste boeken die Astell geschreven heeft is: “A Serious Proposal to the Ladies”. In dit boek schrijft ze over de positie van de vrouw. Ze probeert hen aan te sporen zichzelf uit te dagen, ze zijn namelijk tot het beste in staat. Want noch God, noch de natuur heeft hen uitgesloten nuttig te zijn voor hun generatie en daarom mogen ze niet tevreden zijn over het feit dat ze eigenlijk niets voorstellen. Vrouwen moeten opkomen voor hun waardigheid. Een van de grootste oorzaken die aan te wijzen is voor deze erbarmelijke positie van de vrouw is het gebrek aan onderwijs. Een grote fout die voornamelijk door ouders wordt gemaakt, is dat ze zich te veel richten op de educatie van hun zoon, terwijl de eer van hun familie voor een zeer groot deel van hun dochter afhangt. We zijn immers allemaal instrumenten van God, dus zou iedereen eigenlijk gelijke rechten moeten hebben.

## Citaten
1. How can you be content to be in the world like tulips in a garden, to make a fine show, and be good for nothing. (Hoe kan je tevreden zijn als je in de wereld staat als tulpen in een tuin, alleen om er mooi uit te zien en nergens goed voor te zijn?)
2. How can a Man respect his Wife when he has a contemptible Opinion of her and her Sex? (Hoe kan een man zijn eigen vrouw respecteren als hij een minachtend idee heeft over haar en haar sekse?)
3. If God had not intended that Women shou'd use their Reason, He wou'd not have given them any, 'for He does nothing in vain.' (Als God niet gewild had dat vrouwen hun rede gebruikte, had Hij het hen niet gegeven, immers, Hij doet niets zonder reden.)

Astell overleed in 1731 aan de gevolgen van borstkanker. In haar laatste dagen sloot ze zich af van haar dierbaren en het enige waar ze aan dacht was God.